# Impatiens loki-schmidtiae
Impatiens loki-schmidtiae är en balsaminväxtart som beskrevs av Fischer och Raheliv. Impatiens loki-schmidtiae ingår i släktet balsaminer, och familjen balsaminväxter. Inga underarter finns listade i Catalogue of Life.